# Национален музей на декоративното изкуство
Националният музей на декоративните изкуства се намира в Буенос Айрес, столицата на Аржентина.
Музеят води началото си от брак, сключен през 1897 г. между известни представители на аржентинския елит – Матиас Ерасурис, син на имигранти от Чили, и Хосефина де Алвеар, внучка на лидера от ерата на Независимостта Карлос Мария де Алвеар. Двойката наема френския архитект Рьоне Сержан през 1911 да проектира имение за бъдещото пенсиониране на Ерасурис от дипломатическия корпус, откъдето той е бил много години посланик във Франция. Богато украсената неокласическа структура е вдъхновила семейство Бош да поръча подобен палат наблизо (днес Посолството на САЩ). След като е завършен през 1916, двойката още 2 години украсява палата, купувайки голямо количество антики и други предмети на изкуството.
Неочакваната смърт на госпожа Ерасурис през 1935 спомага за решението на вдовеца да завещае палата на аржентинското правителство по съвет на децата си. Националният музей на декоративните изкуства е основан през 1937 г.
Малко променян оттогава, музеят притежава 12 изложбени зали и 9 временни колекции с над 4000 експоната. Сред тях са:
- картини: Исус носи Тежкия кръст (Ел Греко), Жертвата на розата (Жан-Оноре Фрагонар), Портрет на Аббе Урел (Едуард Мане)
- скулптури: Древноримската Минерва, Поклонението на влъхвите (Христофоро Мантегаза) и Вечната пролет (Огюст Родин)
- източно азиатско изкуство: много китайски вази и нефритени скулптори от ерата Чен Лунг; тапети, порцелан, мебели от 18 век; най-голямата обществена миниатюрна артколекция в Южна и Северна Америка и други антики, основно отпреди 1800 г.

Колекцията е допълвана от временни изложби, а музеят организира редовни хорови концерти и семинари. Посетителите могат също да се насладят на Café Croque Madame, чиито маси се изкарват в градината при добро време. Аржентинската академия на буквите (Academia Argentina de Letras) е разположена там от 1944 г.